# Милан Поредски
Милан Поредски (Загреб, 21. фебруар 1922 — Торонто, 7. мај 2005) бивши је  југословенски репрезентативац у друмском бициклизму.

## Биографија
Био је члан бициклистичких клубова:Сокол  (Загреб), Партизан Београд, Јединство Загреб и Фотокерамика Загреб.
Са репрезентацијом Југославије у саставу Поредски, Аугуст Просеник, Антон Страин и Александар Зорић. Учествоваио је на 14. Летњим олимпијским играма 1948. у Лондону у друмској бициклистичкој трци на дужини 194,633 км. Репрезентација се није прославила јер су сва четворица одустала пре краја трке, па тако нису имали пласман ни у екипној трци.
На Светском првенству за аматере учествоваоо је 3 пута. На првом свом учешћу 1948. у Вакенбургу и другом  1949. у Морследеу је одустао а на трећем у Луксембургу 1952. заузео је 21. место.
У другом делу Трке мира Праг—Варшава 1948.  а стази од 7 етапа укупне дужине 1.104 км заузео је 26. место.
На пренствима Југославије пет пута је био на победничком постољу. Победио је првом послератном првенству 1946. Неоград—Топола  (180 км) на трећем 1948. Ниш—Скопље (207 км) и 1952. Љубљана—Крањска Гора—Љубљана  (157 км) други је био 1949, а трећи 1950.
На Балканском првенству у Софији 1947. победио је у појединачној и екипној, а 1948 у Будимпешти само у екипној конкуренцији.
Претпоставља се да је касније емигрирао у Кададу, где је у Торонту и умро 2005. године